# Eulasia eiselti
Eulasia eiselti är en skalbaggsart som beskrevs av Rudolph Petrovitz 1967. Eulasia eiselti ingår i släktet Eulasia och familjen Glaphyridae. Inga underarter finns listade i Catalogue of Life.